# Lee Ki-hyun
Lee Ki-hyun (ur. 13 listopada 1978) – południowokoreański narciarz alpejski, uczestnik Zimowych Igrzysk Olimpijskich 2002 w Salt Lake City.

## Osiągnięcia

### Igrzyska olimpijskie
| Miejsce | Dzień     | Rok  | Miejscowość    | Konkurencja | Czas biegu | Strata | Zwycięzca         |
| ------- | --------- | ---- | -------------- | ----------- | ---------- | ------ | ----------------- |
| DNF1    | 23 lutego | 2002 | Salt Lake City | Slalom      | -          | -      | Jean-Pierre Vidal |

### Mistrzostwa świata juniorów
| Miejsce | Dzień     | Rok  | Miejscowość | Konkurencja | Czas biegu  | Strata   | Zwycięzca          |
| ------- | --------- | ---- | ----------- | ----------- | ----------- | -------- | ------------------ |
| 64.     | 1 marca   | 1996 | Schwyz      | Gigant      | 2:18,43 min | +15,34 s | Rainer Schönfelder |
| DNF1    | 3 marca   | 1996 | Schwyz      | Slalom      | -           | -        | Benjamin Raich     |
| 48.     | 28 lutego | 1997 | Schladming  | Gigant      | 2:17,27 min | +16,70 s | Benjamin Raich     |
| DNF1    | 1 marca   | 1997 | Schladming  | Slalom      | -           | -        | Mitja Dragšič      |